# Lex Canuleia
La legge Canuleia (in latino, lex Canuleia de conubio patrum et plebis) fu una legge proposta dal tribuno della plebe Gaio Canuleio nel 445 a.C., con la quale venne abolito il divieto di nozze tra patrizi e plebei. Tale divieto risalente alle tradizioni dell'epoca arcaica di Roma e codificato dalle Leggi delle XII tavole, entrate in vigore nel 450 a.C.
La lex Canuleia, dato il suo particolare iter, è ricordata anche come plebiscitum Canuleium.

## Contesto
Essendo consoli Marco Genucio Augurino e Gaio Curzio Filone, un acceso dibattito politico scoppiò a Roma fra l'ordine patrizio e l'ordine plebeo. Da anni veniva ripresentata la Lex Terentilia, che voleva mettere un limite al potere dei consoli. Solo l'anno precedente, l'azione di Publio Scapzio convinse la plebe e le tribù a rivendicare al popolo romano la proprietà di un territorio che Ardea e Ariccia si contendevano. Il fatto aggiunse antagonismo fra la plebe e il patriziato; quest'ultimo, attraverso i consoli, voleva gestire la situazione in modo differente.
Come narra Tito Livio:
(Tito Livio, Ab Urbe condita libri, IV, 1., Newton Compton, Roma, trad.: G. D. Mazzocato)
La plebe cominciò dunque la sua secolare scalata alle massime istituzioni romane.

## Reazione
Quando il tribuno della plebe Gaio Canuleio presentò la sua legge, l'effetto fu dirompente. Il patriziato romano si oppose. In pericolo era la gestione del potere. Ma naturalmente le motivazioni addotte furono del tutto diverse:
(Tito Livio, Ab Urbe condita libri, IV, 1., Newton Compton, Roma, trad.: G.D. Mazzocato)
In realtà la lex Canuleia non poteva all'epoca essere definita come una lex, né tanto meno come un vero e proprio plebiscito: infatti, l'iter legis doveva iniziare necessariamente con la proposta (rogatio) da parte di un magistrato maggiore (mentre Canuleio era un tribuno della plebe); non poteva essere nemmeno un plebiscito perché all'epoca dell'emanazione della lex Canuleia, il plebiscito vincolava ancora solo i plebei, mentre questa norma interessava e vincolava necessariamente anche i patrizi. Fu, quindi, più precisamente, un accordo concluso tra i rappresentanti patrizi e quelli plebei. Tuttavia, dal 287 a.C., con la lex Hortensia, il plebiscito fu equiparato alla lex e, pertanto, questo atto normativo è passato alla storia come lex Canuleia o plebiscitum Canuleium.
"All'inizio dell'anno", Canuleio presentò la legge, poco dopo che furono eletti i consoli, per avere più tempo di farla discutere. Se non fosse stata approvata prima dell'elezione dei successivi consoli, la legge avrebbe dovuto essere ripresentata. 
Il metodo migliore per non discutere e quindi non approvare la legge era la guerra. Se un nemico si avvicinava alla città, la plebe veniva chiamata alle armi e, sottoposta alla legge marziale, non poteva votare. La storia della Lex Terentilia, per esempio, è costellata di interventi di Equi, Volsci e Sabini opportunamente sollevatisi ogni volta che la legge veniva proposta.
(Tito Livio, Ab Urbe condita libri, IV, 1., Newton Compton, Roma, trad.: G.D. Mazzocato)
Canuleio resistette e convocò l'assemblea popolare. I consoli, espressione del patriziato, si batterono contro la legge. Tra le ragioni addotte, Livio ne ricorda una:
(Tito Livio, Ab Urbe condita libri, IV, 1., Newton Compton, Roma, trad.: G.D. Mazzocato)
Particolarmente rilevante è un'argomentazione portata avanti da Canuleio:
(Tito Livio, Ab Urbe condita libri, IV, 1., Newton Compton, Roma, trad.: G.D. Mazzocato)
Una gens come i Claudii, proveniente dalla nemica Sabina, era stata accolta a Roma, aveva ricevuto terre in dotazione, era stata annoverata come patrizia. Canuleio si domandava retoricamente come mai, se uno straniero poteva diventare patrizio e quindi console, l'accesso alla più alta magistratura era negata ad un civis romanus solo perché plebeo.
La Repubblica romana, infatti, era stata assai attenta a legare con vincoli matrimoniali (e quindi economici) le varie famiglie delle classi superiori dei popoli vicini, che in tempi più o meno lontani erano stati nemici. La rete di alleanze matrimoniali iniziate in tempi tanto remoti permise a Roma la sopravvivenza durante le guerre sannitiche e soprattutto durante l'invasione di Annibale e la Seconda guerra punica.
La diatriba toccava anche aspetti religiosi: ai plebei era precluso il consolato anche perché essi non possedevano il "diritto di auspicio" e quindi non potevano guidare l'esercito.
Alla fine, i patrizi concessero la presentazione della legge, convinti che i tribuni, gratificati, non avrebbero presentato la parallela legge per il consolato ai plebei e questi avrebbero accettato la leva militare contro i nemici esterni. Il parziale successo infiammò ancor più gli animi. I tribuni, visto il successo di Canuleio, accentuarono la pressione. Per il consolato ai plebei si giunse al compromesso: sarebbero stati eletti dei tribuni consolari, una figura politica simile al consolato come potere ma senza il nome e il titolo (consentendo di rispettare la forma che voleva il consolato riservato ai patrizi).
La legge Canuleia fu sottoposta a votazione e, come ricorda Cicerone:
(Marco Tullio Cicerone, de re publica, II, 63)
Secondo la tesi avanzata da parte della dottrina, i tribuni militari avevano una funzione diversa rispetto a quella dei consoli e non rappresentavano un modo per permettere ai plebei di poter accedere ai vertici dello stato. La facoltà di compiere per intero il cursus honorum sarebbe stata ottenuta solo mediante la promulgazione delle leggi Licinie Sestie. Secondo tale teoria la lex Canuleia aveva esclusivamente la finalità di rimuovere il divieto di connubium introdotto da un passo della legge delle XII tavole stimato come iniquo. La società romana non era pronta ad una equiparazione tra le due classi sociali, tuttavia così facendo si garantiva quantomeno ai plebei di ambire ad un'ascesa sociale grazie allo strumento del matrimonio.  